# Autopista de la información
Autopista de la información fue un término popularizado durante la década de 1990 para referirse a la red de los sistemas de comunicaciones digitales y telecomunicaciones asociadas y orientadas al transporte global de información y conocimiento, en un momento en que en Estados Unidos mejoraban sustancialmente. Se lo asocia al senador de Estados Unidos y para esa época vicepresidente Al Gore. La autopista de la información fue uno de los puntos centrales del programa de iniciativa tecnológica del gobierno de Clinton-Gore.
Avanzando el tiempo, el término ha tendido a identificarse con Internet, en su alcance de transporte de información y conocimiento, así como medio de negocios.

## Origen
Para la época de la asunción de la administración Clinton, la infraestructura de comunicaciones alcanzaba una madurez que la habilitaba para su utilización masiva. La iniciativa de su administración popularizó su alcance y facilitó los recursos necesarios. Durante su primer año en el cargo como Vicepresidente, Gore anunció una iniciativa que despertó la imaginación de todo el país. Esta fue la Infraestructura Nacional de Información (NII en sus iniciales en inglés), o como lo llamara por la Administración Clinton, la "supercarretera de la información". Esta metáfora con una carretera era inmediatamente accesible a la mayoría de la gente. "Supercarretera" connotaba gran capacidad, rápido movimiento, y el progreso de la comunidad.[Ver Jeffery Kahn, de Berkeley Lab, 1993 ] En palabras de William Clinton, "En la nueva economía, infraestructura significa información tanto como transporte. Más de la mitad de la fuerza laboral de EE.UU. se emplea en industrias que hacen uso intensivo de la información, pero no tenemos una estrategia nacional para crear una red nacional de información. Al igual que el sistema de autopistas interestatales en la década de 1950 impulsó dos décadas de crecimiento económico, necesitamos un puerta a puerta de fibra óptica del sistema para el año 2015 para vincular cada hogar, cada laboratorio, aula, todos, y todos los negocios en Estados Unidos". Decía la administración Clinton: "Todos los estadounidenses tienen una participación en la construcción de una infraestructura de información avanzados Nacional (NII), una red uniforme de las redes de comunicaciones, computadoras, bases de datos y electrónica de consumo que pondrán a gran cantidad de información al alcance de los usuarios. El desarrollo de la NII puede ayudar a desencadenar una revolución de la información que cambiará para siempre la manera de vivir, trabajar e interactuar entre sí". El conjunto de medidas anunciadas en 1993 promovía el desenvolvimiento, promoción y estímulo de múltiples iniciativas ya existentes en el campo de la tecnología, las comunicaciones, y los recursos de información, tratando de evitar las actividades monopólicas que pudieran restringir la liberación de estas fuerzas. Tanto en las propuestas de la administración Clinton, como en el espíritu de las dirigencias empresarias que las apoyaron, estaba claro que la autopista era vista como una gran oportunidad de negocios. Tanto la apertura de la construcción de la red como la facilitación de medidas que abrieran la competencia se movían en ese sentido.

## Antecedentes
El antecedente más directo, sobre el que se trabajó para su mejora y extensión en el desarrollo de esta iniciativa, fue  NSFNET, sucesor de ARPANET, y sus antecesores DARPA y ARPA. De alguna forma, sea a través de la continuidad de sus decisiones o de la participación de sus actores, el conjunto de propuestas y planes de la "supercarretera", estuvieron basadas en estas instituciones previas, y sus investigaciones. Este crecimiento de las posibilidades de la unión de telecomunicaciones y ordenadores fue percibida tempranamente. En una fecha tan remota como agosto de 1962, J. C. R. Licklider, poco después directivo de ARPA, formuló las primeras ideas de una red informática mundial en una serie de notas para BBN que discuten el concepto de una "Red Intergaláctica de ordenadores" (Intergalactic Computer Network). Andrew Targowski, científico polaco, luego radicado como refugiado en Estados Unidos, desarrolló en su país el prototipo de un sistema semejante denominado INFOSTRADA, entre los años 1971 y 1974, que no sobrevivió debido a la censura predominante en su época. También para la misma época, un artista, Nam June Paik, utilizó el término "supercarretera" (Electronic Super Highway) aplicado a las telecomunicaciones, en un papel preparado para la Fundación Rockefeller.  De hecho, el entonces senador Al Gore comenzó a elaborar el High Performance Computing and Communictions Act Archivado el 24 de enero de 2013 en Wayback Machine. de 1991 (comúnmente conocido como "The Gore Bill -la ley Gore") después de escuchar el informe de 1988 a la Red Nacional de Investigación presentado al Congreso por un grupo presidido por Leonard Kleinrock, profesor de ciencias informáticas en la Universidad de California. La ley fue aprobada el 9 de diciembre de 1991, preparando el terreno a la Infraestructura Nacional de Información (NII).

## Evolución
Coincidiendo con la iniciativa de la administración Clinton, los años inmediatos posteriores vieron el despliegue de múltiples cambios técnicos y de estándares, especialmente la world wide web y la extensión de medios de comunicación de alta velocidad, que han llevado a una identificación de facto de la autopista con Internet. Simultáneamente, al uso de la autopista en los negocios. Poco después de la puesta en marcha de la iniciativa, en enero de 1994, Richard Frank de la Academia de Televisión de Artes y Ciencias y Jeffrey Cole y Geoffrey Cowan, de la UCLA, organizaron una reunión de técnicos, miembros de gobierno y líderes de negocios, fundamentalmente de medios de comunicación y espectáculo, que evaluaron y discutieron el futuro de la Autopista. La Conferencia reunió a más de 350 miembros de los medios de comunicación y empresas de entretenimiento (entre ellos Rupert Murdoch, de NewsCorp, Michael Eisner, de Disney, Robert Iger, de ABC Televisión, y Raymond W. Smith, de Bell Atlantic, junto a Al Gore). La reunión mostró el gran interés del negocio de espectáculo y las noticias por el futuro de la red.
En julio de 1994 en Nápoles el G7 recomendó la organización de una cumbre "para dar a los ministros la oportunidad de discutir los medios para "estimular y fomentar la innovación y desarrollo de nuevas tecnologías, incluyendo, en particular, la aplicación de infraestructuras de información abiertas, competitivas y globales". Esta se realizó en febrero de 1995 en Bruselas, estructurando once áreas de desarrollo de actividades de estímulo y promoción en áreas tales como el comercio, la cultura, la educación, el medio ambiente, la salud y la administración pública. Participaron también de esta cumbre Al Gore, y Robert E. Allen de AT&T, junto a autoridades y hombres de negocios de Europa y Japón.
Algo más adelante, en noviembre de 1995, Bill Gates publicó un libro, (The Road Ahead, Vicking, Camino al Futuro en su edición en castellano ) que recibió mucha atención en su momento, proyectando su visión de negocios acerca de la autopista. A pesar de predecir una explosión del uso de ordenadores y comunicaciones, sus referencias explícitas a la superautopista ocupan poco espacio en el conjunto de su libro. Gates ve Internet como un comienzo de la supercarretera, pero todavía prematuro.
Algunos intelectuales han criticado la evolución del concepto, o este en sí mismo, apuntando que la autopista de la información y el conocimiento se fue reduciendo a un motor de negocios: "Hace cinco años existía un tremendo entusiasmo por la emergente World Wide Web. El comentario general sobre la "autopista de la información" evocaba imágenes de infinita exploración, libre y espontánea. El término sugería que la Red era principalmente una fuente de educación y comunicación. Hoy, de acuerdo con la actitud vigente, la Red se entiende más bien como un instrumento para hacer dinero y para gastarlo" (Norman Solomon,  de ZCom, febrero de 2000, traducido por Eneko Sanz). Solomon estimaba entonces que el concepto se fue degradando durante la década de los 90, pasando de medio de conocimiento y democratización, a generador de negocios en manos de grandes corporaciones.